# Habitatge al carrer Girona, 32 (Amer)
L'Habitatge al carrer Girona, 32 és una obra d'Amer (Selva) inclosa a l'Inventari del Patrimoni Arquitectònic de Catalunya.

## Descripció
Edifici entre mitgeres de quatre plantes i coberta de doble vessant a façana. Està arrebossat i pintat de color ocre-rosat. Totes les obertures són rectangulars i fetes de rajola i ciment arrebossat.
La planta baixa consta d'una entrada de garatge i d'una porta d'accés als pisos superiors. Cadascuna de les plantes superiors presenta dos finestres amb balcó i barana de ferro amb decoració senzilla d'espiral.
La casa que existia abans de la seva reconstrucció, als anys 90 del segle xx, tenia la façana de pedra vista i un portal emmarcat de pedra i en forma d'arc rebaixat a la planta baixa. La casa no estava habitada, no hi havia sostre i només restava en peu la façana. Al primer pis hi havia dues finestres emmarcades de pedra

## Història
Casa originària del segle xviii, i reconstruïda a finals del segle xx.
Al carrer Migdia, hi ha una casa que és similar a aquesta abans de la seva reconstrucció (vegeu fitxa corresponent a Ca l'Escaler, Amer).